# Лагунова Марія Іванівна
Марі́я Іва́нівна Лагуно́ва (рос. Мария Ивановна Лагунова, 4 липня 1921, с. Оконєчніково, Ушаковський сільський округ, Микитинська волость, Кам'янський повіт, Єкатеринбурзька губернія, РРСФР (нині Катайський район, Курганська область, Росія) — 26 грудня 1995, м. Бровари, Київська область, Україна) — перша в світі жінка-танкіст Червоної армії, учасниця німецько-радянської війни. Під час війни — механік-водій танку Т-34 56-ї гвардійської танкової бригади, гвардії сержант.

## Життєпис
Марія Іванівна Лагунова народилася 4 липня 1921 року в селі Оконєчніково Ушаковського сільради Микитинської волості Кам'янського повіту Єкатеринбурзької губернії (нині Катайський район Курганської області).
У чотирирічному віці втратила матір і з ранніх років стала працювати, щоб прогодувати і одягнути себе. Закінчила неповну середню школу (п'ятирічна).
Згодом її забрала сестра в Свердловськ, де Марія працювала нянею. З 16 років почала працювати на фабриці «Уралвзуття». Працювала електриком, але хотіла стати шофером вантажівки. І коли видавалася вільна хвилина, і фабричний вантажівка стояла без «роботи» або на ремонті, вивчала його і була щаслива, якщо їй дозволяли сісти за кермо.

### На фронті
З початком німецько-радянської війни старший брат Микола пішов на фронт, Марія вирішила вчинити так само. Після неодноразових звернень в Сталінський РВК Свердловська, їй прислали повістку і згодом направили в числі таких самих 20-річних дівчат в Челябінську школу військових трактористів.
Взимку, 1942 року направлена в батальйон аеродромного обслуговування на Волховському фронті, в декількох кілометрах від передових позицій. Протягом 1942 року валила на своєму тракторі дерева, корчувала пні, рівняла землю, прибирала сніг. Під час бомбардування аеродрому єфрейтор Лагунова була контужена, після чого її відправили у запасний полк, де її визначили в кіномеханіки.

### Механік-водій
B лютому 1943 року для відбору на курси танкістів в полк приїхав військовий представник з Уралу. Марія також вирішила записатися, але отримала відмову. Тоді вона написала лист в Москву Михайлові Калініну, і за кілька днів військпред отримав наказ зарахувати Лагунову до числа курсантів. Так серед 700 курсантів-чоловіків, майбутніх танкістів, які приїхали в березні 1943 року до Нижнього Тагілу, виявилася одна дівчина.
Програма курсів була розрахована на чотири місяці, проте найкращим курсантам 19-го навчального танкового полку 2-ї навчальної танкової бригади було запропоновано складати іспити достроково вже в червні. Марія виявилася в числі найкращих механіків-водіїв і достроково склала іспити. Відмовившись залишитися в полку інструктором, механік-водій М. І. Лагунова спрямована на фронт в 424-й окремий танковий батальйон 56-ї гвардійської танкової бригади.
Бойове хрещення гвардії сержант Лагунова прийняла на Курській дузі. Після контрнаступу радянських військ під Курськом танкісти з боями просувалася далі на захід, через Сумську, Чернігівську та Київську області України.
Марія показала себе досвідченим і сміливим водієм, користувалася бойовим авторитетом у танкістів. На її рахунку було вже багато розчавлених гусеницями вогневих точок, знарядь і солдатів противника. У бригаді про неї говорили: «Це наш танковий ас».
З 1943 року кандидат в члени ВКП (б).

### Останній 13-й бій
28 вересня 1943 року у Броварах бригада вела важкі бої. Село Княжичі двічі переходило з рук в руки. Заступник командира батальйону з політчастини капітан Мітяйкін повів танкістів в чергову танкову атаку на німецькі позиції, перебуваючи в Т-34 (командир танка — лейтенант Чумаков), де механіком-водієм служила Лагунова. Для неї це був уже 13-й бій. Спочатку атака розвивалася успішно: увірвавшись на позиції противника, екіпаж знищив німецьку гармату, розчавив бліндаж і розстріляв з кулемета солдатів супротивника. Але незабаром танк був підбитий, снаряд пошкодив ланку гусеничної стрічки танку і влучив у місце механіка-водія.

### У шпиталі
Лагунову, що у бою сильно пошкодила обидві ноги, непритомну евакуювали з танка і доставили до польового шпиталю. Згодом виявилось, що права рука перестала рухатись.
Літаком її доставили в Суми, звідти до Ульяновська, а потім до Омська. Тут хірург Валентина Борисова провела їй серію операцій, щоб частково врятувати ноги для можливості ходити на протезах.
У госпіталі Лагунової вручили орден Червоної Зірки.
Делегація з нижньотагільського навчального полку привезла Марії близько 60 листів, як від друзів, так і від незнайомих курсантів з нового поповнення.
З листів з фронту від командира бригади полковника М. К. Скуби і її колишнього комбата майора Хоніна вона дізналася, що в кімнаті слави полку тепер висить її портрет, а її військова біографія розповідається всім курсантам в виховних цілях.
За іншими відомостями Лагунова вважалася загиблою, і однополчани з 56-ї гвардійської танкової бригади дізналися про те, що вона жива, лише через 20 років з публікацій письменника С. С. Смирнова в пресі.
Навесні 1944 року її перевезли до Центрального інституту травматології і протезування МОЗ в Москві, де їй зробили протези.

### Подальше життя
Повернувшись до навчального полку, Лагунова чотири роки служила телеграфісткою, продовжуючи тренуватися в ходьбі на протезах. 1948 року була демобілізована.
Мешкала у Свердловську, працювала на фабриці «Уралобувь» контролером ВТК. Вийшла заміж за Кузьму Яковича Фірсова, з яким познайомилася в госпіталі, теж інваліда війни. У сім'ї у них народилося двоє синів.
У 1960-х роках за порадами лікарів через астму була змушена змінити клімат, і сім'я переїхала до Хмельницького, а потім — до Броварів. Виховувала дітей і онуків, вела роботу з патріотичного виховання молоді, виїжджала з делегаціями за кордон.
Померла 26 грудня 1995 року, на 75-му році життя.

## Нагороди
Радянські державні нагороди:
- Орден Червоної Зірки.[10]
- Орден Вітчизняної війни I ступеня.[24]
- Медаль за відвагу.
- Медаль «За перемогу над Німеччиною у Великій Вітчизняній війні 1941—1945 рр».
- Медаль «20 років перемоги у Великій Вітчизняній війні 1941—1945 рр.»
- Медаль «30 років перемоги у Великій Вітчизняній війні 1941—1945 рр.»
- Медаль «40 років перемоги у Великій Вітчизняній війні 1941—1945 рр.»
- Ювілейна медаль «50 років Перемоги у Великій Вітчизняній війні 1941—1945 рр.»

Почесний громадянин міст Катайськ (Курганська область, Росія), Бровари (Україна) і Грюневальд (Німеччина).

## Родина
У сім'ї було п'ятеро дітей. Втративши матір в чотири роки, рано почала працювати. Старший брат Микола — з перших днів війни на фронті, загинув.
Чоловік — Кузьма Якович Фірсов, з яким познайомилася в госпіталі, інвалід війни. Коли майбутній чоловік зробив їй пропозицію в госпіталі, вона розсміялася і заплакала: «Що ж ми будемо робити? Нам обом нянька потрібна». На що він відповів: «А ми з тобою, Маша, дві дуже важкі долі з'єднаємо в одну важку. І зробимо її щасливою». У сім'ї у них народилося двоє синів: Микола (нар. 1949) і Василь (нар. 1953). Обидва сини названі в честь загиблих на фронті братів Марії Іванівни і Кузьми Яковича. Також є внуки, мешкають в селі Княжичі Броварського району Київської області України.

## Пам'ять
Її ім'ям названі вулиці в місті Бровари та селі Княжичі на Київщині, а також на батьківщині Марії Іванівни — у місті Катайський.
Почесний громадянин міста Бровари.
У 2010 році напередодні Дня Перемоги над нацизмом у Нижньому Тагілі Лагуновій встановлено меморіальну таблицю.
6 травня 2013 року меморіальна таблиця в її пам'ять була встановлена на одному з будинків по вулиці, названої на її честь (вул. Лагунової, 38).
У музейно-меморіальному комплексі «Історія танка Т-34» частина експозиції «Жінки і танки» присвячена М. І. Лагуновій.

## Оцінки й думки
Після більш ніж 20-річної перерви Лагунова знову повела танк, коли в складі делегації від полку вона перебувала на окупованій радянськими військами частині Німеччини і один закордонний журналіст мав сумнів, що жінка могла бути механіком-водієм танка. Тоді Лагунова сіла на водійське місце танка і, щосили впираючись в педаль фрикціона обома протезами, повела танк.

## Галерея

Пам'ятна табличка у Броварах
Пам'ятна табличка у Княжичах